# Auletomorphus major
Auletomorphus major is een keversoort uit de familie Rhynchitidae. De wetenschappelijke naam van de soort is voor het eerst geldig gepubliceerd in 1881 door Pascoe.